# João Vaz Corte-Real
João Vaz Corte-Real (lub Cortereal), XV wiek – półlegendarny portugalski żeglarz. 
Według nieudokumentowanych poglądów, reprezentowanych przez niektórych portugalskich historyków, Corte-Real był odkrywcą (a raczej współodkrywcą) Ameryki Północnej na wiele lat przed Krzysztofem Kolumbem i Johnem Cabotem. Według tych poglądów dotarł on do wybrzeży Północnej Ameryki (prawdopodobnie w okolicach Nowej Fundlandii lub Labradoru). Mógł być uczestnikiem normandzkiej wyprawy Pininga i Pothhorsta lub, co jest mniej prawdopodobne, legendarnego Jana z Kolna.
Synami Cortereala byli dwaj portugalscy żeglarze i odkrywcy: Gaspar i Miguel.